# 立花不白
立花　不白（たちばな　ふはく、生年不詳 - 享保19年5月19日（1734年6月20日））は、江戸時代の茶人で、福岡藩士。諱は道暠（みちあきら）。通称は太左衛門。立花実山（重根）の子。号は虚谷斎。叔父の立花峯均と父の実山に南坊流を学び2代目をとなる。

## 来歴
叔父の立花峯均と父の実山に南坊流を学ぶ。父の実山が宝永4年（1707年）に隠居し家督を相続した。翌年父が幽閉されると家禄を没収され、吉田久太夫利房にお預けとなり、宗像郡村山田村（現・宗像市村山田）に幽閉された。正徳3年（1713年）7月に赦免された。